# 턱수염

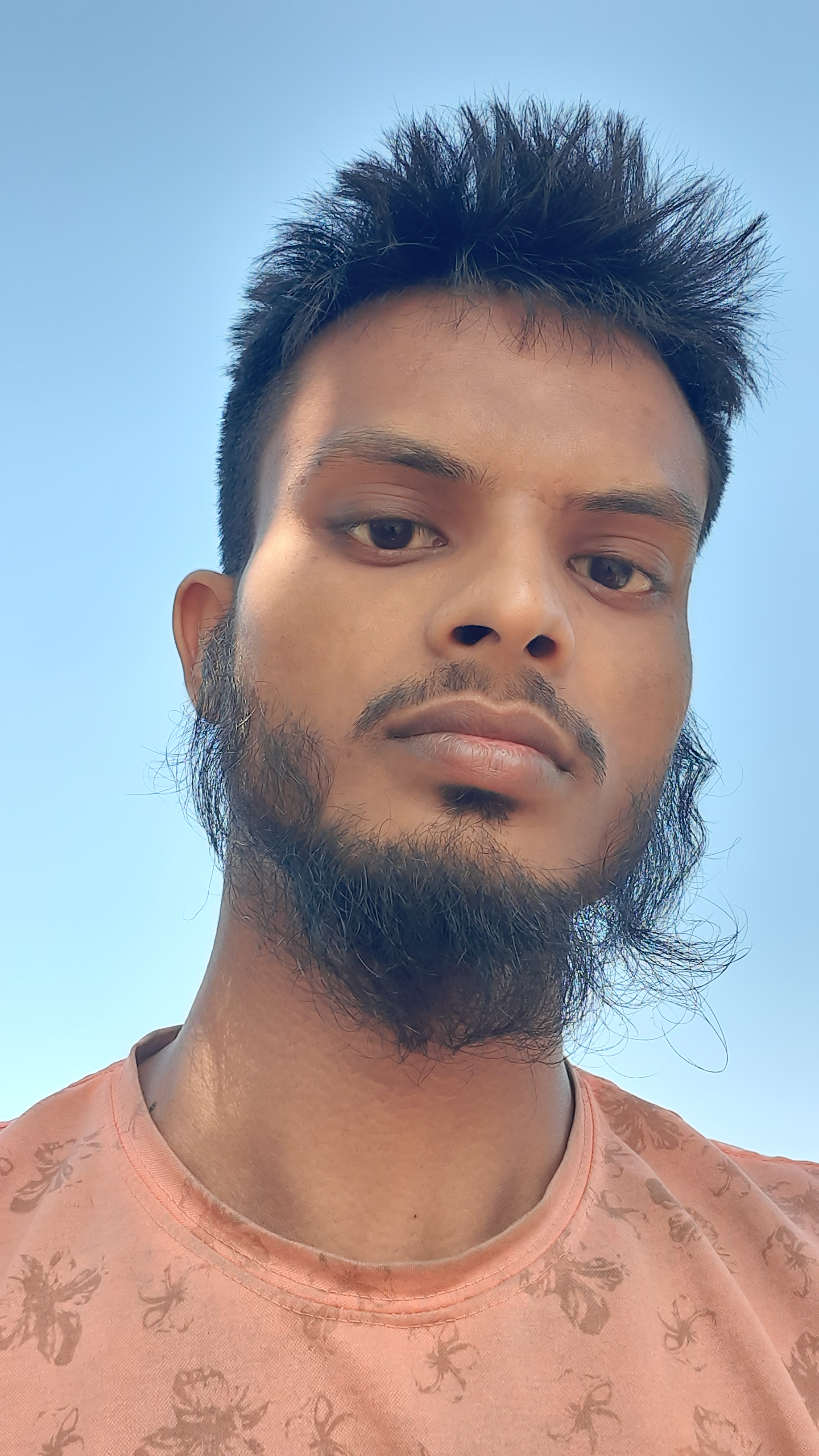
Mahbubul Alom: A young man with beard

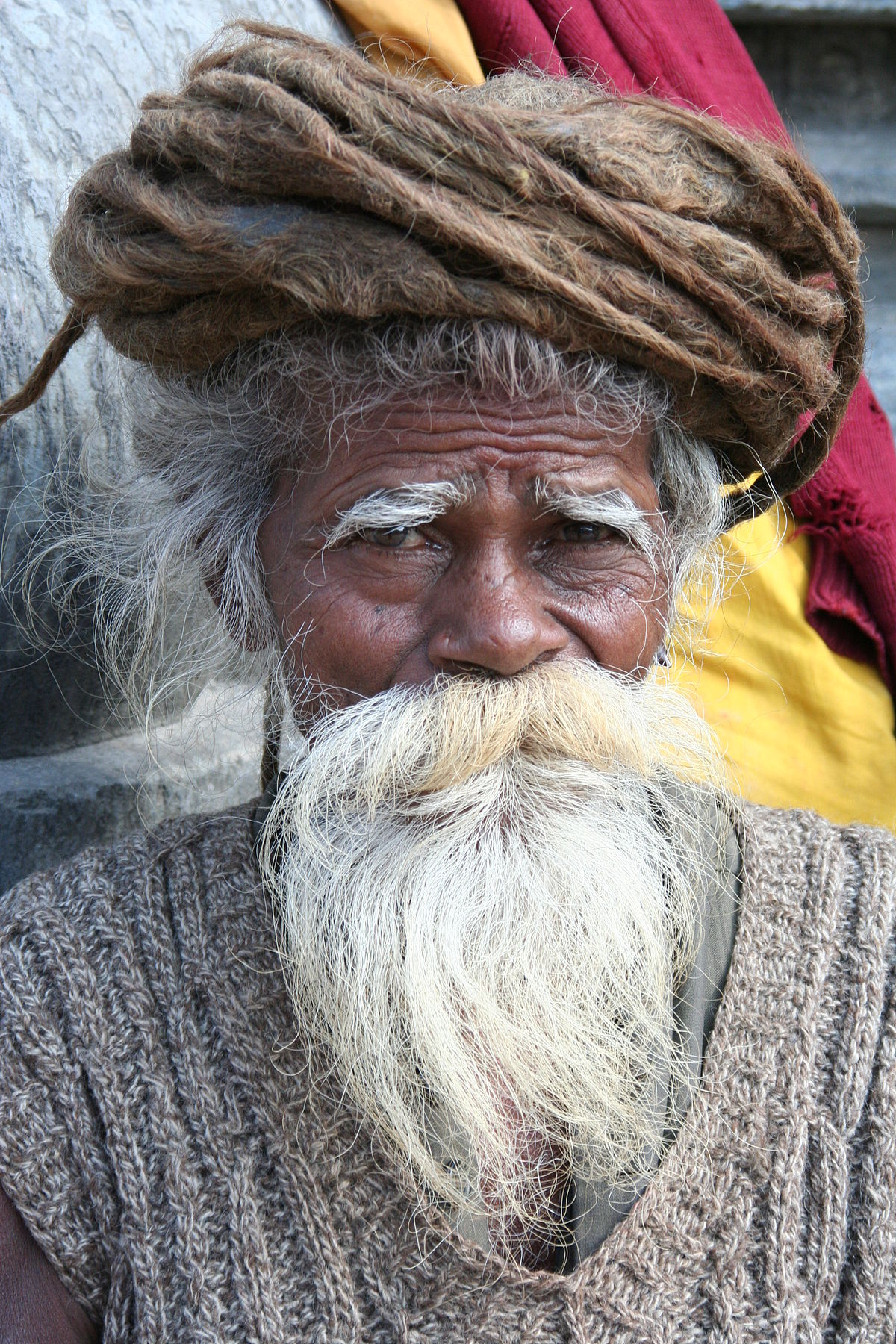
턱수염을 기른 상태를 가진 네팔의 한 노인.

턱수염(영어: Beard)은 턱과 뺨에서 나는 수염이다. 또한 턱수염의 경우 외형을 볼 때 지저분하게 느껴져 있지만, 면도를 해야 더 깔끔하며, 턱수염을 핀셋으로 뽑으면 상처, 덧남 등과 같은 부작용이 생길 수도 있다. 다만 턱수염을 핀셋을 이용하여 자주 뽑으면 턱이 벌어지거나 늘어나는 문제점이 생길 수도 있다. 한국의 경우 턱수염이 왕의 아이콘을 인식하고 있기 때문에 실제로는 한국 사람들은 수염을 기르는 사람이 거의 없거나 극소수이며, 일본과 중국도 수염 기르기를 비교적 잘 하지 않는 편이기도 하다.
북유럽 사람들 중 일부는 턱수염을 매우 길게 길러 댕기와 같은 모양으로 땋기도 한다.

## 같이 보기
- 콧수염
- 구레나룻
- 수염